# Abax furtivus
Abax furtivus är en skalbaggsart som beskrevs av Leconte 1852. Abax furtivus ingår i släktet Abax och familjen jordlöpare. Inga underarter finns listade i Catalogue of Life.